# Hohenbuehelia horakii
Hohenbuehelia horakii är en svampart som beskrevs av Courtec. 1984. Hohenbuehelia horakii ingår i släktet Hohenbuehelia och familjen musslingar.   Inga underarter finns listade i Catalogue of Life.